# Sosna Elliotta
Sosna Elliotta (Pinus elliottii Engelm.) – gatunek drzewa iglastego z rodziny sosnowatych (Pinaceae). Występuje na południowym wschodzie USA, ale została introdukowana w subtropikalnych i ciepłych rejonach całego świata. Sosna Elliotta nosi nazwę na cześć Stephena Elliotta (1771–1830), botanika i bankiera z Karoliny Południowej.

## Rozmieszczenie geograficzne
Naturalnie sosna Elliotta występuje w USA w stanach: Alabama, Floryda, Georgia, Luizjana, Missisipi, Karolina Południowa. Przy tym 45% drzewostanów znajduje się w Georgii.
Gatunek został wprowadzony do wielu ekosystemów w cieplejszych rejonach świata, w niektórych z nich okazał się inwazyjny. Uprawiany w południowej Afryce jako źródło drewna zajął siedliska na obrzeżach lasów i łąki w Mpumalanga. Rozprzestrzenił się także w Zimbabwe, na niższych wysokościach na obszarach o wyższym poziomie opadów.

## Morfologia
PokrójKorona drzewa stożkowata, z czasem zaokrąglona lub płaska.
PieńOsiąga 30 m wysokości i 0,8 m średnicy. Kora dorosłych drzew pomarańczowo-brązowa i spękana na podłużne, nieregularne, łuszczące się płaty.
LiścieIgły zebrane po 2–3 na krótkopędzie. Osiągają 15–20 cm długości i 1,2–1,5 mm średnicy.
SzyszkiSzyszki męskie cylindryczne, purpurowo-brązowe, o długości 30–40(50) mm. Wyrastają jesienią u podstawy tegorocznych pędów, w ciasnych spiralach, w grupach po 12 lub więcej, w środkowej lub dolnej części korony. Szyszki żeńskie wyrastają głównie w górnej części korony, pojedynczo lub w grupach. W momencie zapylenia są koloru czerwonego do purpurowego, i długości 2,5 cm. Szyszki nasienne prawie symetryczne, przed otwarciem podłużnie jajowate, po otwarciu jajowato-cylindryczne, długości (7) 9–18 (20) cm.

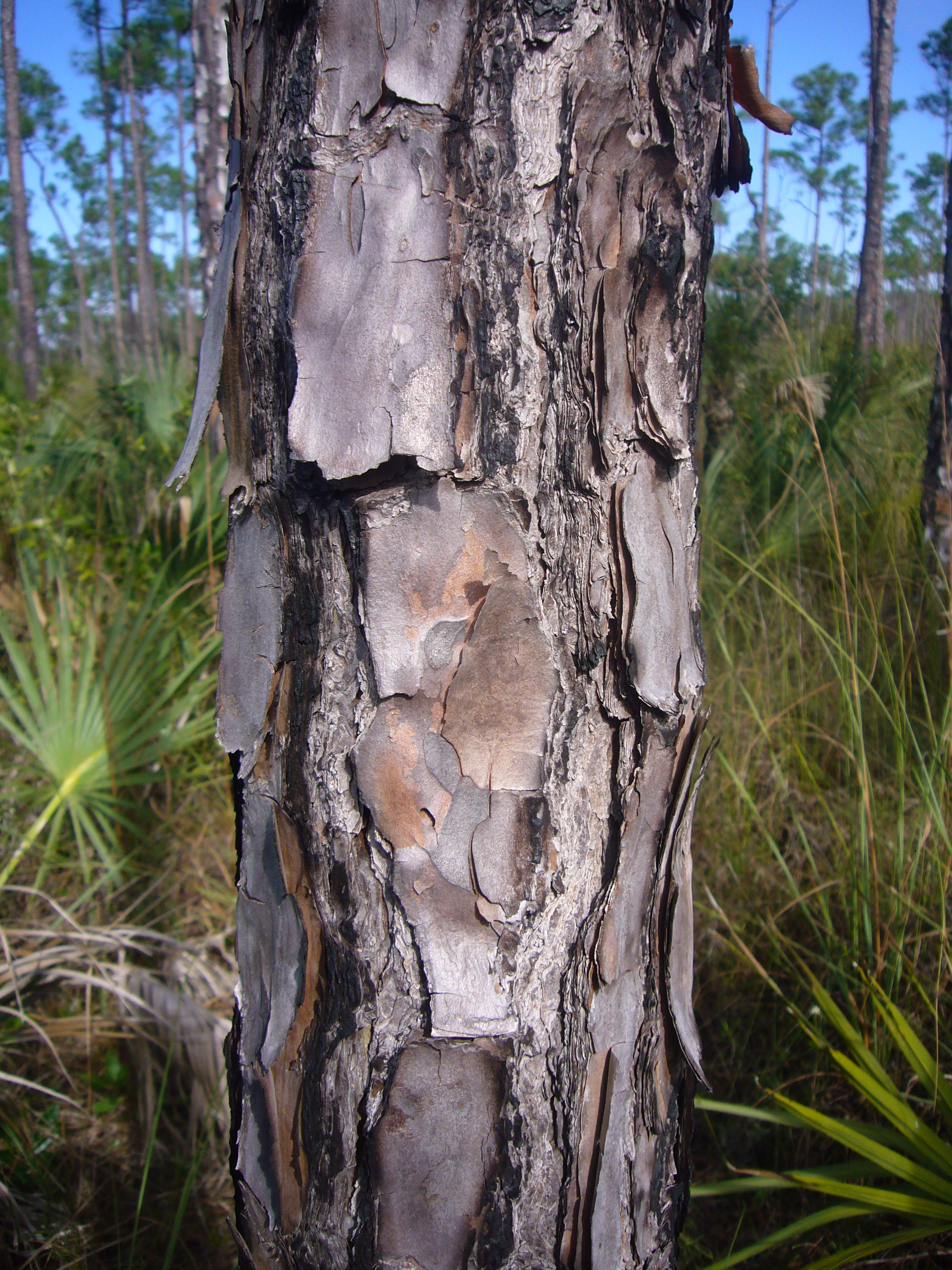
Kora
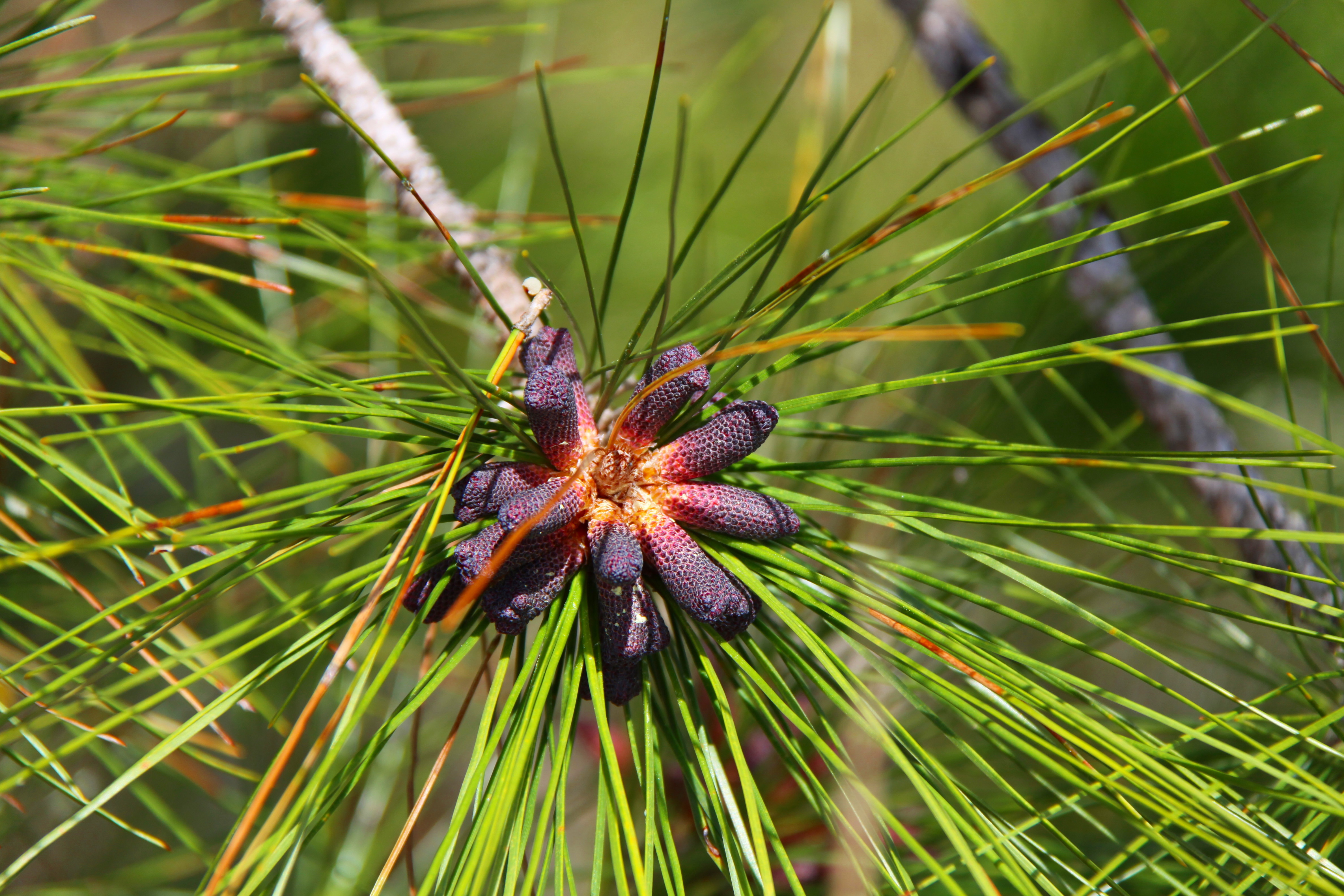
Igły i męskie kwiatostany
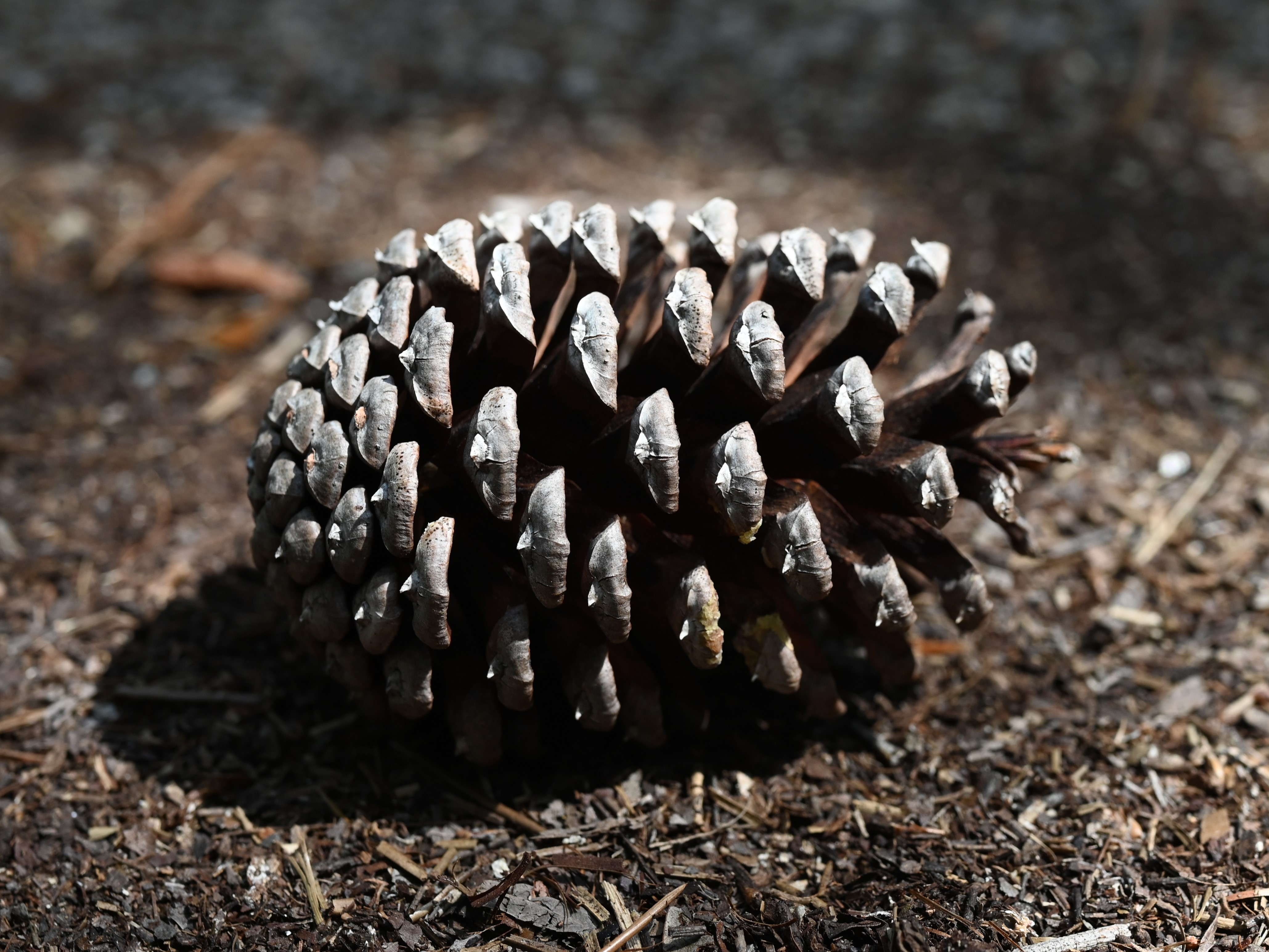
Szyszka nasienna

## Biologia i ekologia
Sosna Elliotta jest jednopienna i wiatropylna. Rozpoczyna kwitnienie relatywnie wcześnie jak na iglaste, bo między 10 a 15 rokiem życia, przy czym zdarza się, że kwitną drzewa zaledwie trzyletnie. Kwiatostany męskie pojawiają się w czerwcu. Igły pozostają na drzewie przez ok. 2 lata. Szyszki nasienne dojrzewają w ciągu 2 lat i wkrótce potem uwalniają nasiona.

## Systematyka i zmienność
Synonimy: Pinus heterophylla (Elliott) Sudworth, Pinus taeda L. var. heterophylla Elliott.
Pozycja gatunku w obrębie rodzaju Pinus:
- podrodzaj Pinus
  - sekcja Trifoliae
    - podsekcja Australes
      - gatunek P. elliottii

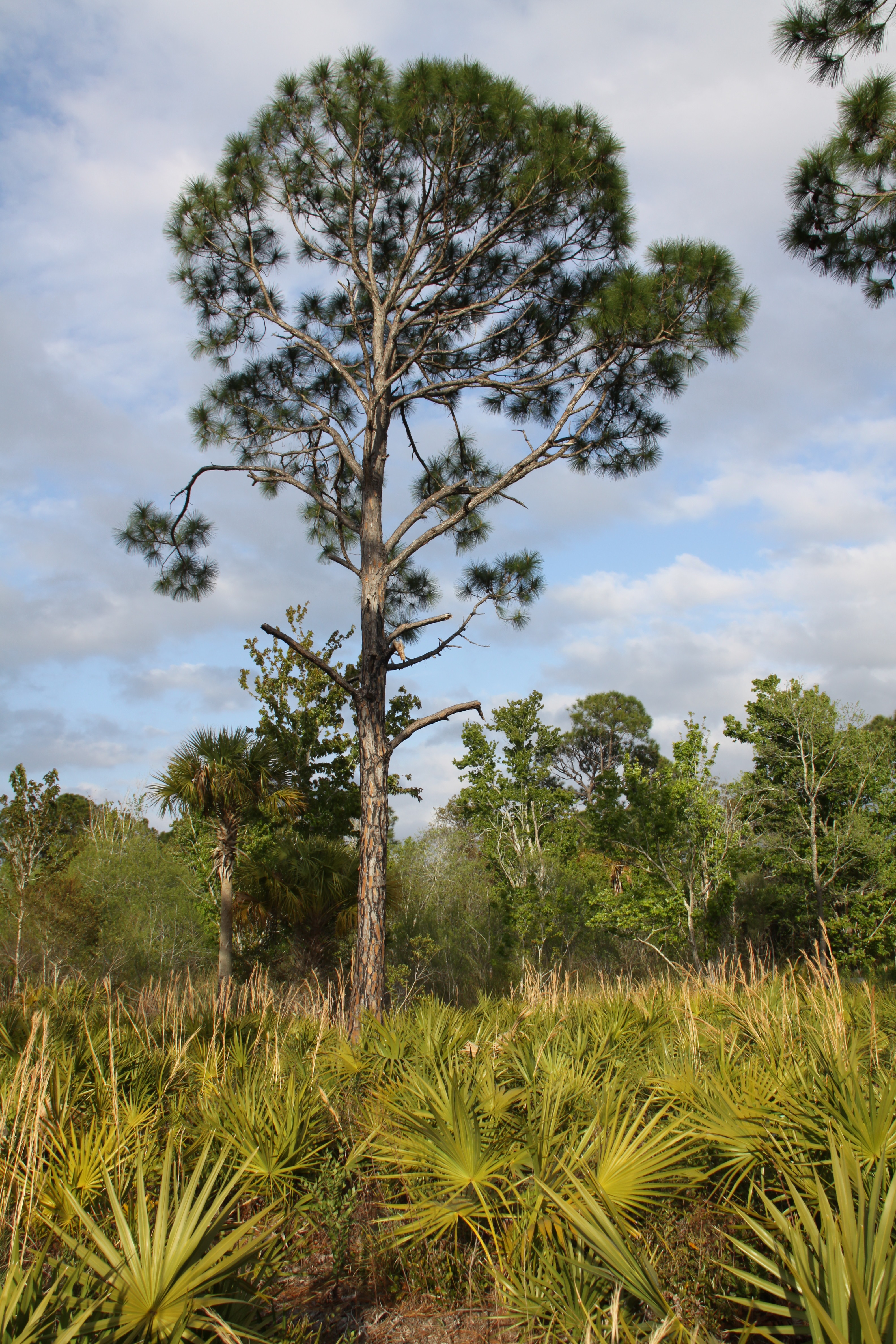
P. elliottii var. densa, Werner-Boyce Salt Springs State Park, Pasco County, Florida

Wyróżnia się dwie odmiany:
- Pinus elliottii var. elliottii – występuje w stanach: Luizjana, Missisipi, Alabama, Floryda, Georgia i Karolina Południowa, na wysokościach 0–150 m n.p.m.[10]
- Pinus elliottii var. densa (syn. P. elliottii subsp. densa (Little & Dorman) Murray 1982, P. densa (Little & Dorman) Silba var. austro-keyensis Silba 1990, P. heterophylla (Elliott) Sudworth non Koch 1849, P. densa (Little & Dorman) de Laubenfels & Silba.) – występuje na południu Florydy, na wysokościach  0–10 m n.p.m.[11]

## Zagrożenia
Międzynarodowa organizacja IUCN umieściła ten gatunek w Czerwonej księdze gatunków zagrożonych, ale przyznała mu kategorię zagrożenia LC (least concern), uznając go za gatunek najmniejszej troski, o niskim ryzyku wymarcia. Klasyfikację tę utrzymano w kolejnym wydaniu księgi w 2013 roku. Odmianę P. elliottii var. densa uznano za bliską zagrożeniu i przyznano jej kategorię NT (near threatened). Zagrożeniem dla tej odmiany jest silna hybrydyzacja z odmianą typową, uprawianą w zasięgu występowania var. densa.